# Cor Blekemolen
Cor Blekemolen (Ámsterdam, 7 de febrero de 1894-Hilversum, 28 de noviembre de 1972) fue un deportista neerlandés que compitió en ciclismo en la modalidad de pista. Ganó dos medallas en el Campeonato Mundial de Ciclismo en Pista, bronce en 1913 y oro en 1914.

## Medallero internacional
| Campeonato Mundial | Campeonato Mundial     | Campeonato Mundial | Campeonato Mundial |
| Año                | Lugar                  | Medalla            | Competición        |
| ------------------ | ---------------------- | ------------------ | ------------------ |
| 1913               | Berlín (Alemania)      | Medalla de bronce  | Medio fondo (A)    |
| 1914               | Copenhague (Dinamarca) | Medalla de oro     | Medio fondo (A)    |